# سانترومر

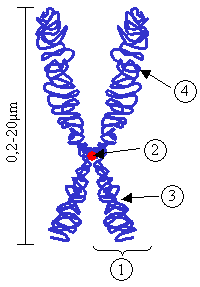
نقطه شماره ۲: سانترومر

سانترومر (به فرانسوی: Centromère) قسمتی از کروموزوم‌های مضاعف شده (متافازی) که دو کروماتید خواهری را به یک دیگر متصل می‌کند است. همچنین بخش نازکی از کروموزوم که جایگاه آنرا فرورفتگی اولیه نیز می‌نامند.
ناحیه سانترومر ناحیه بسیار هتروکروماتینی است و به ویژه در بخشهای کناری خود دارای ژن‌ها یا ترتیب‌های نوکلوتیدی تکراری است. این بخشهای هتروکروماتین با رنگهای بازی شدت رنگ می‌گیرند. طرفین هر سانترومر کروموزوم را دو بخش پروتئینی پیاله مانند و متراکم به اسم کینه توکور می‌پوشاند.
به تعریفی دیگر، بخش فشرده شفاف کروموزوم که از آنجا کروماتیدها متصل می‌شوند و به‌وسیله آن کروموزومها در طی تقسیم سلولی و در مرحلهٔ متافاز تقسیم میتوز و متافاز میوز۱ و۲ به رشته‌های میکروتوبولی دوک تقسیم متصل شده و با کوتاه شدن این رشته‌های پروتئینی تقسیم رخ می‌دهد، سانترومر نام دارد. سانترومرهای کروماتیدهای خواهری مشترک‌اند ولی در مرحلهً آنافاز میوز ۲ وآنافاز میتوز سانترومر مشترک به دو سانترومر تبدیل می‌شود.

## سنترومرهای فرعی
هر کروموزوم علاوه بر سانترومر اصلی ممکن است دارای سانترومر یا سانترومرهای فرعی در محل فشردگیهای ثانویه باشد. فشردگیهای ثانویه با داشتن پیچیدگیهای کمتر از فشردگی اولیه قابل تشخیص‌اند.

## رنگ ناپذیری
به علت تراکم زیاد DNAهای سلول در این قسمت‚ پیش بینی می‌شود که این قسمت از کروموزوم بیشترین رنگپذیری را داشته باشد. اما به علت وجود پروتئین‌های کینه توکوری این قسمت رنگپذیری کمی دارد.